# بايرون دبليو. ديكسون
بايرون دبليو. ديكسون (بالإنجليزية: Byron W. Dickson)‏ هو لاعب كرة قدم أمريكية أمريكي، ولد في 18 مارس 1875 في فيلادلفيا في الولايات المتحدة، وتوفي في 22 مايو 1930 في ميامي بيتش في الولايات المتحدة.